# Витебский ликёро-водочный завод
ОАО «Витебский ликёро-водочный завод „Придвинье“» (бел. ААТ «Віцебскі лікёра-гарэлачны завод „Прыдзвінне“») — белорусская компания, производитель ликёро-водочной продукции и безалкогольных напитков. Завод расположен в Витебске.

## История
Завод начал работу в 1898 году как спиртзавод, специализировался на выпуске водки, в конце 1910-х годов приостановил работу, возобновив её в 1925 году. В 1939 году был переименован в ликёро-водочный завод в связи с освоением новых видов продукции. В 1941 году предприятие было эвакуировано в Актюбинск (современный Актобе), с 1945 года завод восстанавливался. В 1959 году началось производство виноградных вин (одно время винохранилище завода на 360 тыс. дал было одним из крупнейших в БССР); вскоре доля виноградных вин в объём объёме производимой продукции достигла 60 %. В связи с началом антиалкогольной кампании 1985 года завод прекратил производство виноградных вин, началось перепрофилирование для производства безалкогольной продукции — минеральной и питьевой воды. 1 марта 2010 года РУП «Витебский ликёро-водочный завод» был переименован в РУП «Витебский ликёро-водочный завод „Придвинье“», а 3 января 2013 года — преобразован в открытое акционерное общество.
1941 год, 18 сентября. Исходя из решения Исполкома Комитета Актюбинского Областного Совета депутатов трудящихся (г. Актюбинск решение № 28/31) становится очевидным, что решение Исполкома Комитета Актюбинского Областного Совета депутатов трудящихся от 25/VIII-41 Зав. Горкомхозом тов. Виниченко и директором эвакуированного Витебского ликеро-водочного завода тов. Габриэль не выполнено. Поручено: восстановление и оборудование здания под ликеро-водочный завод восстановить к 10 октября 1941 г. Также учитывая крайнюю необходимость в локомобиле[2], восстанавливаемого Витебского эвакуированного ликеро-водочного завода обязать Зав. Облкомхоза тов. Шаповалова передать в однодневный срок находящийся на Актюбинской электростанции свободный локомобиль во временное пользование водочному заводу.
Пред. исполкома Облсовета депутатов трудящихся Кузнецов. Секретарь Мухамеджанова.
Документы из государственного архива Актюбинской области Фонд № 85, опись № 1, арх. дела № 1342
[2] Локомобиль (от фр. locomobile, в свою очередь от лат. Locus «место» + лат. Mobilis «подвижный») в разное время может означать: Автомобильно-железнодорожное транспортное средство.
В начале XXI века к заводы были присоединены два небольших спиртзавода — Богушевский мощностью 460 тыс. дал спирта-сырца в год и Лынтупский мощностью 634 тыс. дал спирта-сырца в год (оба в Витебской области). В марте 2015 года Лынтупский филиал был ликвидирован после произошедший аварии.

## Современное состояние
В 2014 году выручка от реализации продукции, работ, услуг составила 963,2 млрд рублей (около 96 млн долларов), но из-за высоких налогов и долговой нагрузки завод оказался убыточным (-33 млрд рублей чистого убытка, или около 3 млн долларов).
В 2014 году завод произвёл 1004 тыс. дал водки и ликёро-водочных изделий, 42 тыс. дал коньяка, 104 тыс. дал минеральной воды, 102 тыс. дал безалкогольных напитков, 656 тыс. дал спирта-ректификата. Удельный вес водки и ликёро-водочных изделий в объёме реализованной продукции — 87 %. 12,3 % объёма произведённой продукции было поставлено на экспорт, крупнейший рынок сбыта — Туркменистан.
На 1 января 2015 года завод располагал мощностями по производству 1505 тыс. дал водки, 253 тыс. дал ликёро-водочных изделий, 63,3 тыс. дал коньяка, 242 тыс. дал безалкогольных напитков и минеральной воды.
За январь-август 2018 года завод был одним из пяти крупнейших налогоплательщиков Витебска.